# Howrse
A Howrse (eredeti, francia címén Equideow) ingyenesen játszható böngészős állatnevelde, melyet az Owlient, a Ubisoft egyik leányvállalata fejlesztett. A játékot 24 nyelvre fordították le.
Több oldalról kritika érte, mert a  pénzbefizetéses játék kialakítása gyerekek számára vonzó és könnyen hozzáférhető.

## Fejlesztés
2005. szeptember 8-án Vincent Guth és Olivier Issaly francia számítástechnikai hallgatók megalapították az Owlient videójáték-fejlesztő céget. Első játékuk, az Equideow (a Howrse francia változata) az alapítás napján indult, és az egyik első olyan játék volt, melyben prominensen szerepelnek mikro-tranzakciók a játék karbantartásához szükséges pénzösszeg előteremtéséhez. Guth és Issaly 2006-ban abbahagyták a tanulmányaikat, hogy az idejüket a cégükre fordíthassák.
Az elkövetkező években a játékot számos nyelvre lokalizálták, az Owlient 2015-ig 24 nyelven jelentette meg játékot. 2008-ban a vállalat együttműködést kötött a német Gut Aiderbichl állatjogi szervezettel. A játékosok játékbeli pénzném vásárlásával a szervezetnek adományozhattak pénzt. Később bejelentették, hogy 7 500 eurónyi összeg gyűlt össze. 2010-ben további 25 000 eurót gyűjtöttek és adományoztak a szervezetnek. A cég 2008 karácsonya alatt először próbálkozott játékbeli tárgyak és üdvözlőlapok értékesítésével. A kártyák három nyelven voltak elérhetőek, és minden kártyán szerepelt egy játékbeli tárgyak megnyitásához használható kód.
2009-ben bejelentették, hogy a cégre fordított pénzösszeg megtérült. 2011 júliusában a Ubisoft felvásárolta az Owlientet.
A játékot számos közismert lovas is népszerűsítette, akik a játék különböző nyelvi változatainak a címlapján jelentek meg. 2009-ben Meredith Michaels-Beerbaum a Howrse nemzetközi változatát népszerűsítette, míg férje, Ludger Beerbaum 2008-ban a német nyelvű változatot. Nicolas Touzaint francia lovas a játék francia változatát népszerűsítette. 2014-ben Zara Phillips a játék brit verziójában szerepelt. Phillips a játék kezdőképernyőjén volt látható, ahol tanácsokat adott a játékosoknak. Zara Phillips volt a brit királyi család első tagja, aki hivatalosan szerepelt egy videójátékban.

## Közösség
2010-ben a játéknak több, mint 12 millió játékosa volt, melyből 5-5 milliót az angol és a francia, illetve 1,6 milliót a német változat tett ki. Az Owlient jelentése szerint a játéknak 2014-ig 55 millió játékosa volt. Egy 2011-es felmérés szerint a játékosok 90%-a lány, bár Brazíliában, Portugáliában és Spanyolországban a játékosok 50 százalékát fiúk teszi ki. 2009-ben egy részletesebb elemzést tettek közzé a német változatról: a játékosok körülbelül 7 százaléka 10 éven aluli, körülbelül 55 százaléka 10–15 éves, 11 százaléka 20–30 év közötti, míg 7 százaléka 30 fölötti.

## Mikro-tranzakciók
A játékosok valódi pénzért játékbéli pénznemet vásárolhatnak, mellyel aztán a játékban vehetnek tárgyakat. Ezek a tárgyak megváltoztathatják a lovak kinézetét, megnövelheti a képességeiket, vagy megváltoztathatják az életciklusukat. 2005-ben az Owlient az egyik első cég lett, mely mikro-tranzakciókat alkalmazott.

## Kritikák
A játék mikro-tranzakcióit számos kritika érte, mivel annak lovas témája közel áll a fiatalabb játékosokhoz, így a kritikusok szerint előfordulhat, hogy ezen fiatal játékosok pénzt szeretnének költeni a játékra. Az Észak-Rajna-Vesztfália-i fogyasztói tanácsadó központ 2009-ben hangot emelt az ingyenesen játszható játékok ellen, példaként a Howrse-t és néhány egyéb játékot kiemelve. A központ kritizálta a neves lovasokkal való reklámozást, hozzáfűzve, hogy a Howrse „rendkívül könnyű” és „a fiatalabb játékosok probléma nélkül játszhatnak vele”. 2011-ben a német Frontal21 televíziós műsor állítása szerint egy fiatal lány a szülei tudta nélkül 267-szer hívott fel egy telefonszámot, hogy játékbeli pénzt vegyen.

## Díjak
2009 februárjában a Howrse elnyerte az MMO of the Year-díjátadó „legjobb böngészős gazdasági szimulátora” és közönségdíj kategóriáját. 2011 márciusában a Howrse újabb díjat nyert a „közösségi kapcsolatok” kategóriában.